# Sundafnittertrast
Sundafnittertrast (Garrulax palliatus) är en fågel i familjen fnittertrastar inom ordningen tättingar.

## Utseende
Sundafnittertrasten är en 24–25 cm lång fnittertrast med skiffergrått på huvud, mantel och bröst. Vingar och buk är kastanjebruna, medan stjärten är mörkbrun, mot spetsen svartaktig.

## Utbredning och systematik
Sundafnittertrast delas in i två underarter med följande utbredning:
- Garrulax palliatus palliatus – förekommer i bergsskogar på västra Sumatra
- Garrulax palliatus schistochlamys – förekommer i bergsskogar på norra Borneo

## Status
Sundafnittertrasten har i ökande grad blivit en måltavla för handeln med sångfåglar, framför allt på Sumatra, där beståndet minskar accelererande. Med tanke på att en stor del av populationen finns i otillgängliga bergstrakter anses den ännu inte vara hotad. Internationella naturvårdsunionen IUCN listar den i kategorin nära hotad.